# جاده لدو

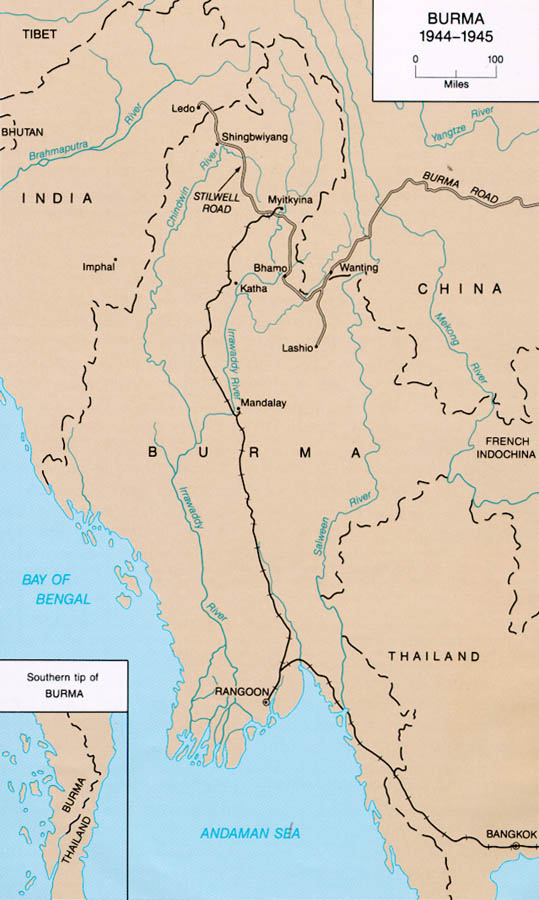

جاده لدو (انگلیسی: Ledo Road) جاده ای است که لدو، آسام هند را به کون مینگ یون نان در چین متصل می‌کند. یک اتصال زمینی بین هند و چین بود، که در طول جنگ جهانی دوم ساخته شد تا متفقین غربی بتوانند تجهیزات خود را به چین تحویل دهند و به تلاش‌های جنگی علیه ژاپن کمک کنند.